# Тітова (Шадрінський район)
Тіто́ва (рос. Титова) — присілок у складі Шадрінського району Курганської області, Росія. Входить до складу Неонілинської сільської ради.
Населення — 98 осіб (2010, 151 у 2002).
Національний склад станом на 2002 рік: росіяни — 91 %.